# Купальщики в Аньере
«Купальщики в Аньере» — картина французского живописца Жоржа-Пьера Сёра, первая из двух его шедевров монументального масштаба. На холсте изображён берег Сены с отдыхающими людьми на фоне аскетического городского пейзажа. Использование сложных техник живописи вкупе с тщательным следованием теории цвета создаёт на картине атмосферу живой вневременной реальности.
Сёра завершил «Купальщиков в Аньере» в 1884 году, в возрасте 24 лет. Представленная жюри Парижского салона того же года работа была отклонена. «Купальщики» вызвали спорную реакцию у современников Сёра, и картина не имела успеха многие годы после смерти художника в возрасте 31 года. Её признание стало расти лишь в XX веке, и ныне «Купальщики в Аньере» считаются одной из жемчужин собрания Лондонской национальной галереи.

## Описание
Изображённое художником место расположено на берегу Сены в шести с половиной километрах от центра Парижа, но не собственно в Аньере, а, скорее, в граничащей с ним на западе коммуне Курбевуа. Склон на левой части картины был известен как Кот-дез-Ажу и был расположен в конце улицы Ажу на северном берегу реки напротив острова Гранд-Жатт, восточный край которого, намеренно продлённый художником за пределы его фактической длины, виден на картине справа. На дальнем плане видны железнодорожный мост и промышленные здания коммуны Клиши. Локации, подобные изображённой на картине, иногда обозначались на французских картах XIX века как Baignade (место для купания). В 1880-е годы этот участок Сены был популярным местом для натуры у многих художников. Сам Сёра написал в здешних окрестностях несколько известных работ: «Сену в Курбевуа», «Мост в Курбевуа» и «Воскресный день на острове Гранд-Жатт».
Сёра использует различные средства, чтобы передать ощущение палящей летней жары на речном берегу. Знойное марево смягчает ветви деревьев на среднем плане и размывает цвет моста и фабрик на дальнем. Синева неба у горизонта бледнеет почти до белизны. Переливающаяся поверхность картины тонко усиливает эффект насыщенной жары и солнечного света. По словам искусствоведа Роджера Фрая: «Никто не смог бы воспроизвести это с такой изящной и трепетной мягкостью, такой проницательной наблюдательностью и такой безупречной выдержанностью, как Сёра».

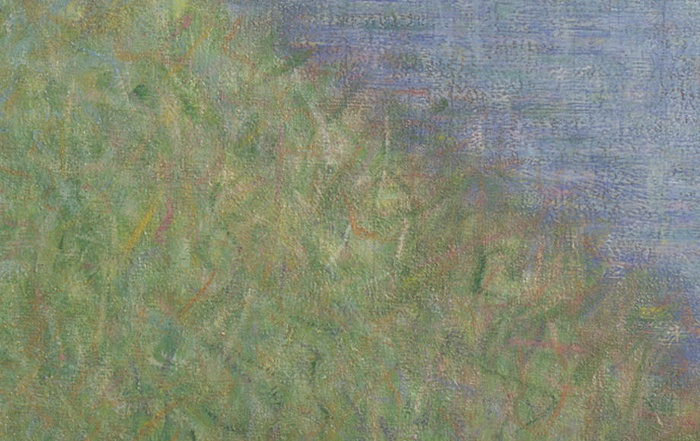
Балейе

Изолированные застывшие фигуры на картине выглядят расслабленными и непринуждёнными (кроме, разве что, мальчика у правого нижнего края), погруженными в одинокие грёзы. Горизонтальные и вертикальные линии на среднем и дальнем плане контрастируют с изогнутыми спинами и расслабленными позами людей на ближнем. Положение тел, направление голов и конечностей у всех схожи, что придаёт группе ритмическое единство.
Одна из техник, которую Сёра разработал для полотна и назвал балейе (фр. balayé, от balayer — «мести», «подметать»), заключалась в нанесении плоской кистью (флейцем) матовых пересекающихся штрихов, уменьшающихся по мере приближения к горизонту. Сёра не использовал балейе равномерно по всей картине, применяя эту технику на разных участках так, как считал уместным. Например, сверкающий солнечный свет на траве образуется узором плотных штрихов поверх густого слоя краски, контрастирующих с гораздо более тонкими, почти горизонтальными штрихами на поверхности воды и гладкой коже людей.

## Исторический фон

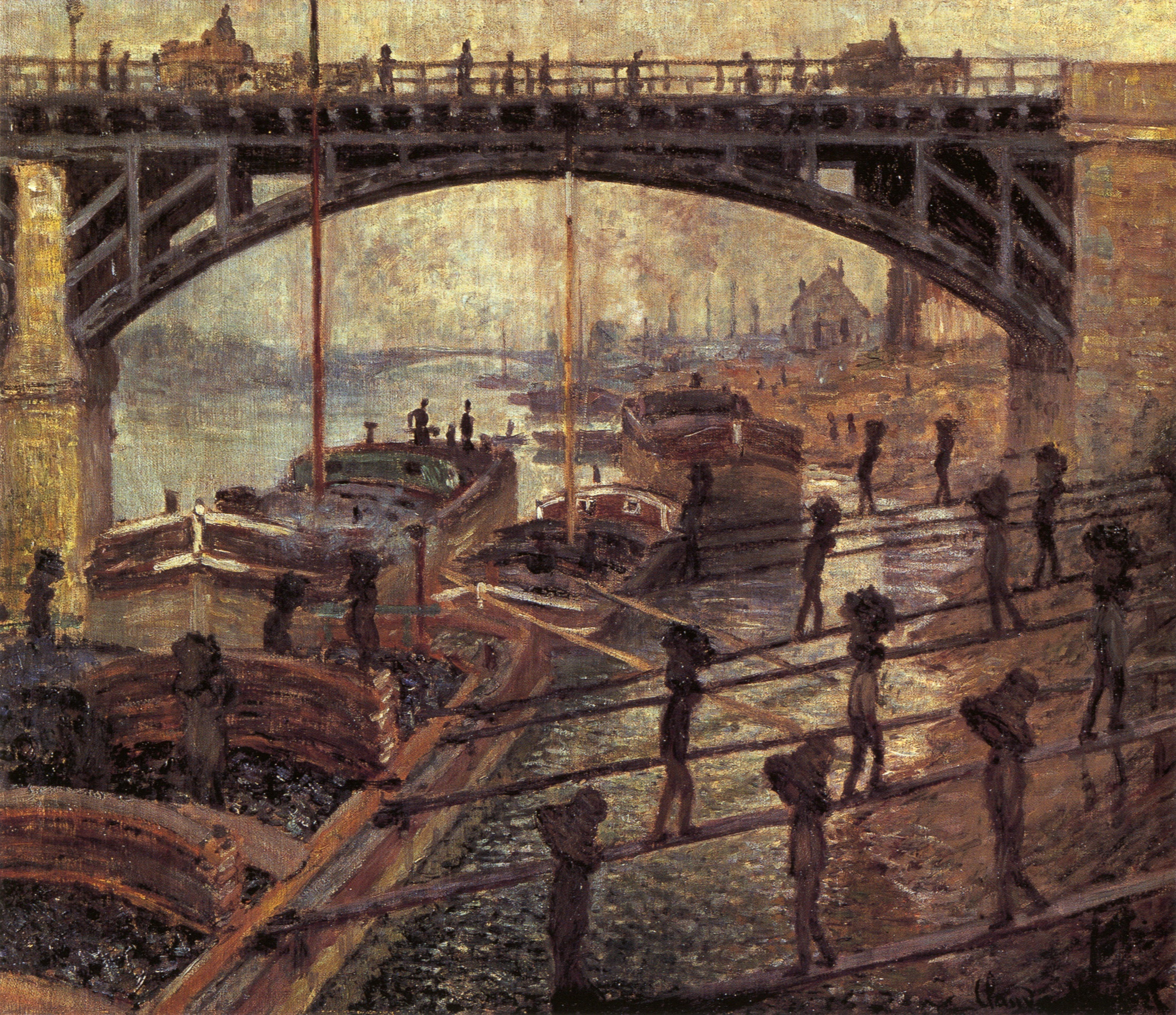
Мужчины, разгружающие уголь. Клод Моне (ок. 1875)

Во второй половине XIX века Париж развивался очень быстрыми темпами. Его население удвоилось с одного миллиона в 1850 году до двух миллионов в 1877 году, а население коммуны Аньер удвоилось всего за 10 лет, составляя в 1886 году 14 778 человек. Тема тяжёлых и опасных условий труда промышленных рабочих того времени уже была достаточно раскрыта художниками, как, например, на картине Моне «Мужчины, разгружающие уголь» 1875 года.
Однако вместо бедственного положения рабочих Сёра решил изобразить безмятежный досуг трудового класса и мелкой буржуазии коммун Курбевуа и Аньер. В конце XIX века практически никто не занимался подобной темой в живописи монументального масштаба. Сёра категорически отказался от намёков на социальный статус персонажей «Купальщиков», как и на их сферу деятельности. Большинство лиц показано в профиль, никто не смотрит в сторону зрителя; анонимность и неопределённость, с которыми изображены персонажи, не проявлялись так явно больше ни на одной картине Сёра.
Характерной особенностью композиции является промышленный ландшафт с мостами и фабриками на заднем плане. Малопривлекательные новостройки парижских пригородов, тонущие в мареве, изображены в классическом стиле. На их фоне выделяется голова центрального персонажа с причудливым цветом волос. Фабричные трубы дымят, однако Сёра не позволяет им доминировать в спокойной мирной сцене.

## Подготовительные работы и влияние

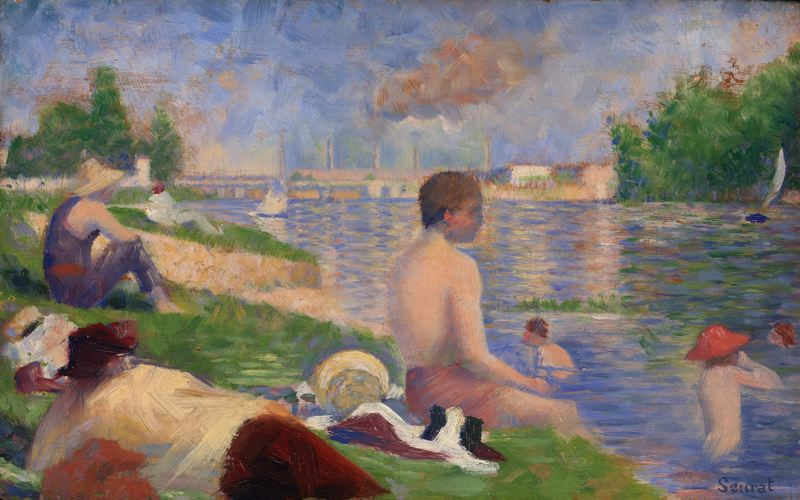
Финальный эскиз (1883). Чикагский институт искусств

В 1878—1879 годах, всего за несколько лет до создания «Купальщиков», Сёра учился в École des Beaux-Arts (ныне Национальная высшая школа изящных искусств), в которой усвоил необходимость серьёзной подготовительной работы и создания множества эскизов перед тем как приступать к крупномасштабной живописи. Возможно, что первые эскизы к «Купальщикам» появились у него уже в 1882 году. В каталоге работ Сёра перечислены 14 этюдов маслом, большинство из которых, если не все, написаны на открытом воздухе и по которым можно проследить, как последовательно принимала свою форму окончательная композиция картины. Последний из этих этюдов, ныне хранящийся в Чикагском институте искусств, очень близок к финальной версии, отличаясь от неё в первую очередь размерами — 25 × 16 сантиметров. Сёра был страстно увлечён этими подготовительными исследованиями, которые называл своими крокетонами (фр. croquetons, уменьшительное от «croquis» — «набросок») и держал развешанными на стенах студии во время работы над картиной. Помимо этюдов, использованных Сёра для решения композиционных проблем, сохранилось девять монохромных эскизов карандашом Конте, демонстрирующих разработку пяти ключевых персонажей «Купальщиков» и распределение светотени с целью создания эффекта объёма и пластичности. Эти эскизы позволили художнику найти окончательное решение персонажей перед их исполнением в цвете на картине.

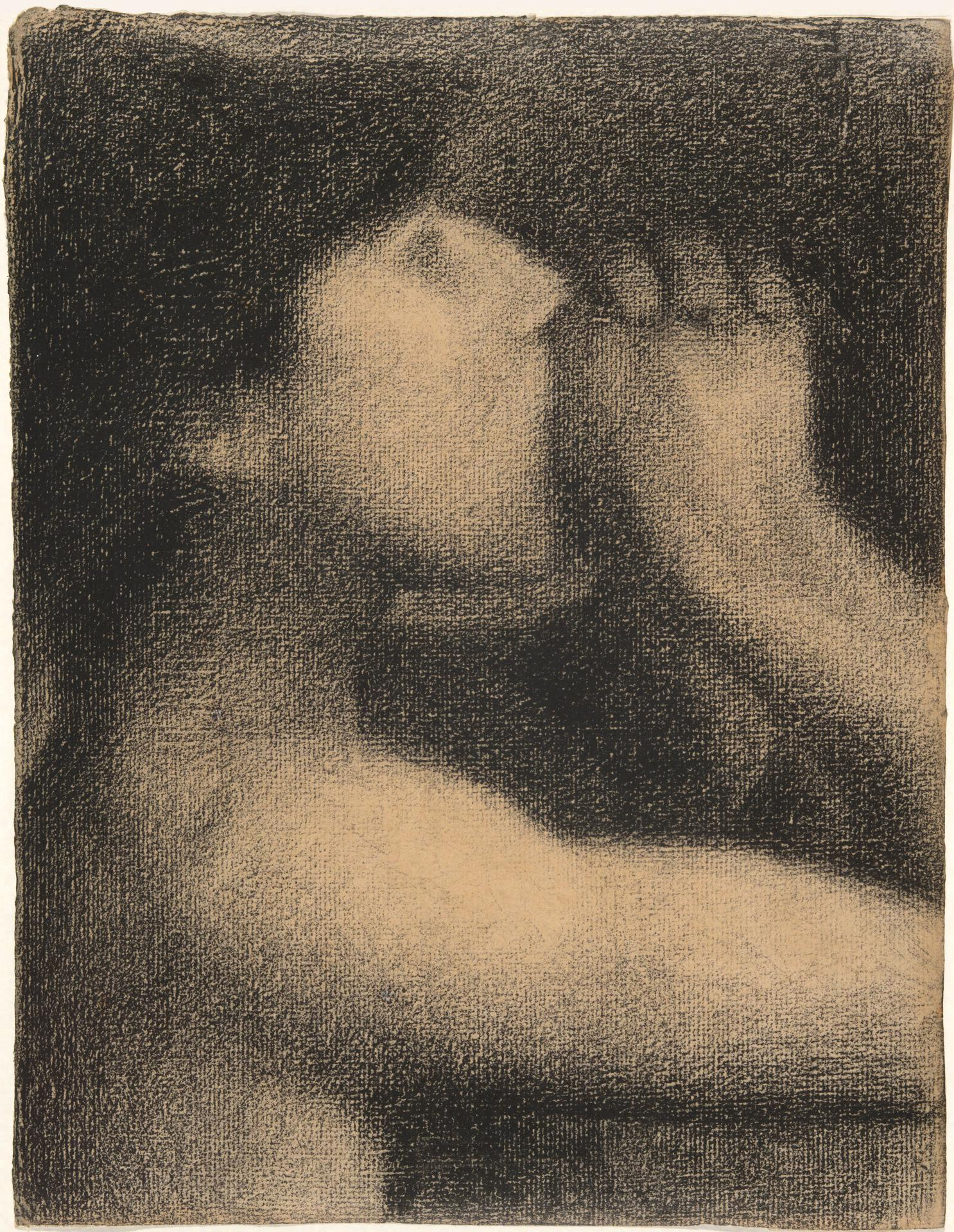
Эскиз одного из персонажей карандашом Конте

Эти трудоёмкие методы работы соответствовали общим принципам, освоенным Сёра в школе изящных искусств, однако особенное влияние на создание картины оказал директор школы Шарль Блан, организовавший в школьной часовне выставку копий фресок из Ареццо эпохи Кватроченто. Огромные и величественные фигуры на фресках, равномерность их распределения нашли свои очевидные отголоски в «Купальщиках». Среди прочих фресок на выставке была представлена копия «Воскресения Христа» Пьеро делла Франческа, в левом нижнем углу которой изображён спящий охранник в позе, имеющей заметную схожесть с позой сидящего человека у левого края «Купальщиков» — кривизна спины и положение ног практически идентичны у обоих персонажей. Кроме того, схожую позу имеет мужская фигура на этюде Ипполита Фландрена «Обнажённый юноша, сидящий на берегу моря», хорошо известном любому ученику École des Beaux-Arts.
На становление Сёра в годы учёбы, безусловно, повлияла и «Грамматика рисовального искусства» (Grammaire des arts du dessin) Блана, в которой картина «Нахождение Моисея» Никола Пуссена приводилась как образцовый пример идеализации природы в живописи: «Именно так сцена из повседневной жизни внезапно поднимается до уровня великого искусства». Эта ремарка кажется вполне уместной и для картины Сёра, позаимствовавшей ряд композиционных элементов у вышеуказанного шедевра Пуссена 1638 года, как, например, лежащую спиной мужскую фигуру в левом нижнем углу, головы персонажей на линии горизонта, мост со зданиями на дальнем плане и плоскодонную лодку на реке справа.

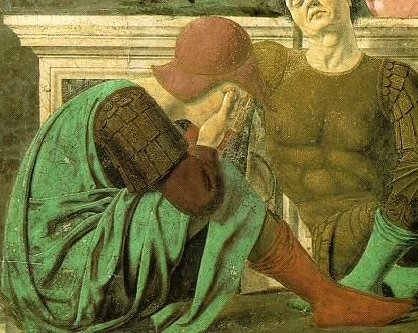
Воскресение Христа. Пьеро делла Франческа (ок. 1460). Деталь

Прилежный ученик школы изящных искусств, Сёра был открыт и для более экзотических идей, понятных в то время лишь немногим. В 1879 году он со своим другом Эдмоном Аман-Жаном, будущим знаменитым символистом, посетил четвёртую выставку тогда ещё мало кому известных импрессионистов, где оба получили «неожиданный и глубокий шок». Будучи хорошо знакомым с современными ему теориями эстетики, изложенными в «Грамматике» Блана, Сёра активно изучал оригинальные тексты самих теоретиков, таких как химик Мишель Шеврёль, исследовавший цветовые контрасты в работе «Закон одновременного контраста цветов» («Loi du contraste simultané des couleurs», 1839), или американский физик Огден Руд, автор «Современной хроматики», которую Сёра прочитал сразу же, как та была переведена на французский язык в 1881 году.
Серьёзнейшее изучение передовых теорий цвета и его восприятия человеком позволило Сёра преодолеть классические дисциплины, освоенные им в школе изящных искусств, и создать свой собственный, абсолютно новый метод использования цвета и тонов. Например, по одной из таких теорий человек хуже воспринимает изолированные цвета, нежели соседствующие и интерферирующие друг с другом, то есть само восприятие цвета рассматривалось как сложный, субъективный процесс, а не статическое получение визуальных данных. Отклик Сёра на эту идею в «Купальщиках» очевиден; в первую очередь он проявляется в цветовом контрасте торса и ног купальщика в светлой шляпе с оранжевой подушкой, на которой он сидит, и в исполнении центральной фигуры: спина рыжеволосого мужчины изображена на фоне светло-голубой воды, тогда как его рука контрастирует с водой гораздо более тёмного оттенка.

## История
В 1882 году Сёра арендовал маленькую студию на улице Шаброль, неподалёку от родительского дома, в которой и написал «Купальщиков в Аньере». После отказа, полученного от жюри Парижского салона 1884 года, Сёра с несколькими единомышленниками организовал Группу Независимых художников (Groupe des Artistes Indépendants), позже переименованную в Общество Независимых художников, которая провела свою первую выставку Salon de Artistes Indépendants с 15 мая по 1 июля 1884 года во временном здании рядом с Лувром. «Купальщики», числившиеся в каталоге выставки под номером 261, были выставлены на ней вместе с работами 402 других художников. Несмотря на то, что Сёра был одним из основателей Группы, его картина демонстрировалась в малозаметном месте пивного зала и, по-видимому, не произвела особого впечатления на посетителей выставки. В 1886 году Поль Дюран-Рюэль отвёз картину вместе с примерно тремя сотнями других полотен в Национальную академию дизайна в Нью-Йорке, где организовал выставку «Работы парижских импрессионистов маслом и пастелью».
«Купальщики» получили неоднозначные оценки критиков по обе стороны Атлантики. Французский писатель Поль Алексис написал о картине: «Это фальшивый Пюви де Шаванн. Как смешны эти купающиеся мужчина с женщиной [sic]! Но написано с такой трогательной убедительностью, что я бы не рискнул высмеивать эту картину». Эдмон Базир из L’Intransigeant писал: «За экстравагантностью призматических цветов Сёра скрывает исключительнейшее мастерство художника, окутывая своих купальщиков, рябь на воде и далёкий горизонт тёплыми тонами». Критики Жюль Кларети и Роджер Маркс описали полотно как примечательный образец импрессионизма. Анонимный рецензент нью-йоркского журнала Art Amateur, который даже сумел увидеть связь «Купальщиков» с итальянской фресковой живописью, также признал картину современной импрессионистской работой. Менее лестно отозвался о картине анонимный рецензент в нью-йоркской The Sun: «Сёра, чьи исполинские купальщики занимают столько места в галерее D, наверняка считает себя великим мастером, но эта картина порождена грубым и обыденным воображением, стремящимся выделиться самым вульгарным способом — за счёт размера. Эта работа плоха со всех точек зрения, включая его собственную». Подобный критичный отзыв был далеко не единственным в американских и французских газетах, но с течением десятилетий «Купальщики» обрели заслуженную респектабельность. Критик и приятель Сёра Феликс Фенеон много лет спустя писал: «Хоть я и не признавался в этом раньше, но ещё в 1884 году я полностью осознал важность этой картины». Поль Синьяк отметил, что «Купальщики» написаны «…крупными и плоскими штрихами, перекрывающими друг друга, палитрой из чистых землистых красок, как у Делакруа. Охровые и коричневые оттенки приглушают картину, делают её менее яркой по сравнению с работами прочих импрессионистов, использующих палитру из призматических красок. Но понимание законов контраста, последовательное разделение элементов — света, тени, предметных цветов и взаимодействия между ними — а также их правильный баланс и пропорции создают на полотне идеальную гармонию».

Воскресный день на острове Гранд-Жатт (1884—1886)

Рентгенография картины показала, что некоторые компоненты композиции менялись по мере написания полотна, а некоторые вообще отсутствовали в первоначальной версии. Два лежащих персонажа дорабатывались художником на финальном этапе. Ноги человека, растянувшегося на переднем плане, изначально имели менее горизонтальное положение; второй, лежащий вдали в соломенной шляпе, стал последним элементом, добавленным на картину, вероятно, для восстановления композиционного баланса после изменения ног первого. Ялик, паром со спущенным триколором и ряд мазков в пуантилистической технике, нанесённых в нескольких участках картины, также появились в числе последних. По одной спорной теории они понадобились Сёра для установления связи между «Купальщиками» и «Воскресным днём на острове Гранд-Жатт», хотя атмосфера и характер обеих картин несколько различаются. Герои «Купальщиков» — представители рабочего класса, отдыхающие на левом берегу Сены, тогда как «Воскресный день» показывает облюбовавшую побережье острова буржуазию. «Купальщики» залиты светом, а персонажи «Воскресного дня» по большей части находятся в тени, и сама картина содержит двусмысленные намёки, такие как женщина с обезьянкой на поводке (похоть) и рыбачащая женщина (проституция). Это вызвало предположения о скрытом послании Сёра, оставляющем будущее за рабочим классом и обрекающем средний класс, погрязший в пороках, на небытие. В этом контексте мальчишка из «Купальщиков», кричащий куда-то за край картины, словно обращается к персонажам «Воскресного дня»: «Мы — будущее, присоединяйтесь к нам!».
«Купальщики в Аньере» в течение многих лет оставались в собственности семейства Сёра, пока в 1900 году картину не приобрёл Феликс Фенеон. В 1924 году она была выкуплена для британской национальной коллекции и выставлена в галерее Тейт. В 1961 году полотно переместили в Лондонскую национальную галерею, где оно и хранится по сей день.